# La doctrina del shock
La doctrina del shock. El auge del capitalismo del desastre es un libro de 2007 de la periodista canadiense Naomi Klein.

## Reseña
El libro La doctrina del shock propone que las políticas económicas del Premio Nobel Milton Friedman y de la Escuela de Economía de Chicago han alcanzado importancia en países con modelos de libre mercado no porque fuesen populares, sino a través de impactos en la psicología social a partir de desastres o contingencias, provocando que, ante la conmoción y confusión, se puedan hacer reformas impopulares. Se supone que algunas de estas perturbaciones, como la guerra de las Malvinas, el 11 de septiembre, el tsunami de 2004 en Indonesia, o la crisis del huracán Katrina pudieron haber sido aprovechadas con la intención de forzar la aprobación de una serie de reformas.
El libro tiene una introducción, un cuerpo principal y una conclusión, que se dividen en siete partes, con un total de 21 capítulos.
En la introducción del comienzo y final se muestra la historia de los últimos treinta años de la doctrina de choque económico que se ha aplicado alrededor del mundo, desde América del Sur en la década de los setenta hasta Nueva Orleans después del huracán Katrina. Klein introduce dos de sus temas principales. 1) En donde los profesionales de la doctrina de choque tienden a buscar una pizarra en blanco en el cual plasmar su ideal de crear economías de libre mercado, en el que inevitablemente requiere normalmente una violenta destrucción del orden económico preexistente. 2) Las similitudes entre la crisis económica y la doctrina original de la terapia de choque, una técnica psiquiátrica donde se aplicaron choques eléctricos a los pacientes con enfermedades mentales.
Parte 1, comienza y termina con un capítulo sobre psiquiatría y la terapia de choque, los experimentos encubiertos realizados por el psiquiatra Ewen Cameron en connivencia con la CIA: cómo fue un éxito parcial en la distorsión y regresión de la personalidad original de los pacientes, pero ineficaz en el desarrollo de una nueva personalidad mejor. Se hace un paralelismo con la terapia de choque económico, incluida una digresión sobre cómo los organismos gubernamentales se aprovechan de algunas de las lecciones aprendidas para crear más eficaces técnicas de tortura. La tortura, según Klein, a menudo ha sido una herramienta esencial para las autoridades que han aplicado las reformas agresivas del mercado libre y se hace hincapié en esta afirmación a lo largo del libro. Ella sugiere que por razones históricas el movimiento de derechos humanos ha retratado a menudo la tortura sin explicar su contexto, lo que ha hecho que con frecuencia aparecen como hechos inútiles de sadismo. El segundo capítulo presenta a Milton Friedman y su Escuela de Economía de Chicago, que Klein describe como líder de un movimiento comprometido con el libre mercado con las mismas regulaciones que antes de la Gran Depresión.

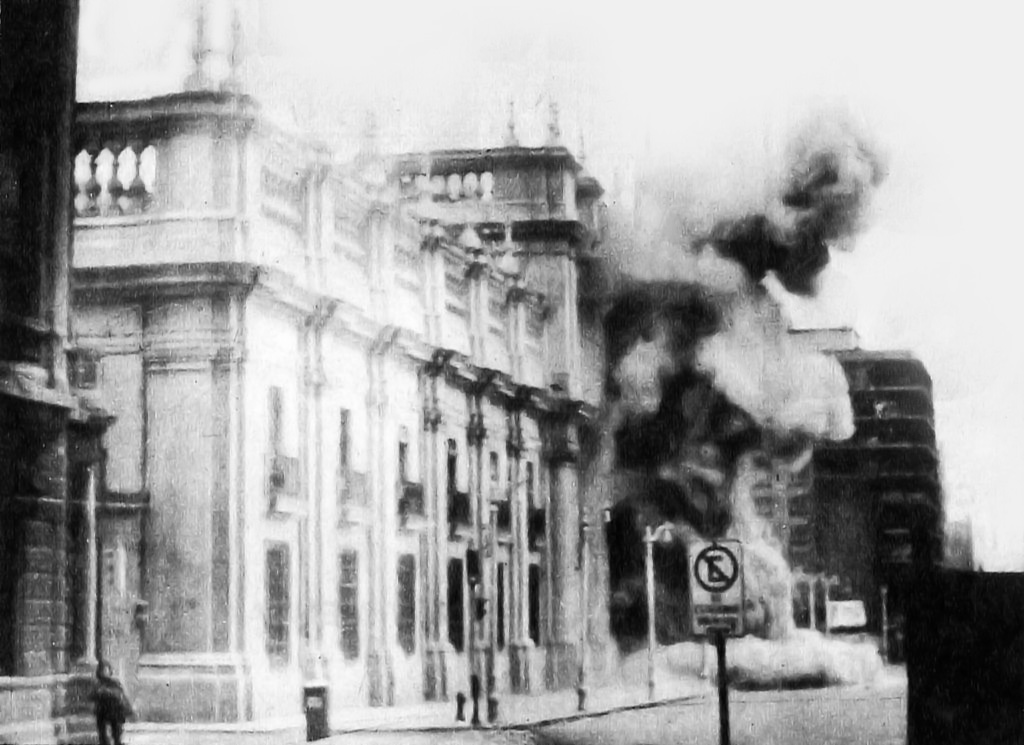
El primer lugar donde es aplicada la doctrina del shock diseñada en EUA es en el golpe de Estado en Chile de 1973 dirigido por Augusto Pinochet.

Parte 2, analiza el uso de la doctrina de choque para transformar las economías de Sudamérica en los años setenta, centrándose en el golpe de Estado en Chile dirigido por el general Augusto Pinochet. Se estudia la aparente necesidad del apoyo de la tortura para las políticas impopulares asociadas a la terapia de choque.
Parte 3, se refiere a los intentos de aplicar la doctrina de choque sin la necesidad de violencia extrema en contra de amplios sectores de la población. La terapia de choque leve de Margaret Thatcher explica cómo se hace posible con la guerra de las Malvinas, mientras que la reforma del mercado libre en Bolivia ha sido posible gracias a una combinación de una preexistente crisis económica y el carisma de Jeffrey Sachs.
Parte 4, se analizan informes sobre la forma en que la doctrina de choque se aplicó en Polonia, Rusia, Sudáfrica y las economías de los Tigres durante la crisis financiera asiática de 1997.
Parte 5, se introduce el complejo capitalismo de desastres en el que la autora describe cómo las empresas han aprendido a sacar provecho de tales desastres. Ella habla acerca de cómo el mismo personal pasa fácilmente de puestos relacionados con la seguridad y defensa de los organismos públicos de los Estados Unidos a puestos en empresas lucrativas.
Parte 6, se discute lo que ha pasado en Irak tras la invasión de 2003, que Klein describe como la más compleja doctrina de choque con una plena realización que jamás nunca se ha intentado.
Parte 7, explica acerca de los ganadores y de los perdedores de la terapia de choque económico, de cómo reducidos grupos a menudo prosperan moviéndose a lujosos barrios privados, mientras que grandes sectores de la población se quedan con la decadencia de la infraestructura pública, la disminución de los ingresos y el aumento del desempleo.
En la conclusión no se recapitula sobre el resto del libro, sino que se habla de la reacción contra la doctrina del choque y sobre las instituciones económicas que la propagan como el Banco Mundial y el FMI. América del Sur y el Líbano post-2006 se analizan como fuentes de noticias positivas donde los políticos están dejando atrás políticas de libre mercado, con alguna mención de la campaña de la comunidad de activistas en Sudáfrica y China.

## Respuestas a la publicación deLa doctrina del shock

### Alabanzas
El Premio Nobel y execonomista jefe del Banco Mundial, Joseph Stiglitz, escribió una reseña de La doctrina del shock para el New York Times, llamando al paralelismo entre la terapia de choque económico y los experimentos psicológicos realizados por Ewen Cameron "sobredramático y poco convincente" y afirmando que "Klein no es una académica y no puede ser juzgada como tal. Hay muchos lugares en su libro donde se simplifica en exceso." Sin embargo afirma que "la cuestión en contra de estas políticas es aún más fuerte que la que Klein hace" y que el libro contiene "una rica descripción de las maquinaciones políticas necesarias para obligar a desagradables políticas económicas en los países en resistencia."
Paul B. Farrell del Dow Jones Business News afirmó que "hay que leer lo que puede ser el libro más importante sobre la economía en el siglo XXI".
John Gray escribió en The Guardian: "Hay muy pocos libros que realmente nos ayudan a comprender el presente. La doctrina del shock es uno de esos libros."
William S. Kowinski del San Francisco Chronicle escribió: "Klein podría haber revelado la narrativa de nuestro tiempo", y fue nombrado uno de los mejores libros de 2007 por el Village Voice, Publishers Weekly, The Observer, y Seattle.
El irlandés Times describe los argumentos de Klein como "peso" junto a los informes del Dr. Tom Clonan: "sistemáticamente y con calma se muestra al lector" la forma en que los neoconservadores estaban íntimamente ligadas a los eventos sísmicos que "dieron lugar a la pérdida de millones de vidas". Cerca del final de la revisión del Dr. Clonan, ofrece una síntesis de que el argumento central de Klein es que el proyecto neoconservador no se trata de "la implantación de la democracia", sino una receta represiva por la maximización del beneficio global para una pequeña élite. "Los neoconservadores ven como ideal la proporción de super-ricos/pobres permanentemente ligada a una súper clase de oligarcas empresariales y sus compinches políticos que son el 20%". El 80% restante sería la población del mundo, los pobres "desechables", que subsisten en la "miseria planificada", que no pueden pagar una vivienda adecuada, la educación o la asistencia sanitaria privatizada.
The Independent calificó al libro de "un relato convincente de la forma en que las grandes empresas y la política se sirvieron de desastres globales para sus propios fines", mientras que Stephen Amidon del New York Observer lo llama un "estudio de peso del corazón oscuro del capitalismo contemporáneo."
Shashi Tharoor en el Washington Post señala que La doctrina del shock contiene la crítica de Klein al capitalismo, aunque también indica que la autora "es demasiado lista para ver conspiraciones donde otros puedan discernir poco más que el modelo todo-demasiado-humano del caos y la confusión, las buenas intenciones y la codicia".

### Críticas
En el London Review of Books, Stephen Holmes lo criticó argumentando su ingenuidad para percibir la ortodoxia de libre mercado y confundirla "con el comportamiento de las empresas depredadoras."
John Willman del Financial Times lo describe como "una obra profundamente errónea donde se mezclan fenómenos juntos y dispares para crear algo seductor, pero que en última instancia, posee un argumento deshonesto." 
Tom Redburn de New York Times dice que "lo que ella más oculta, es el papel necesario del capitalismo emprendedor en la superación de la tendencia inherente de cualquier sistema social establecido a caducar en el estancamiento".
Jonathan Chait escribió en The New Republic que Klein "presta, sorprendentemente (pero, habida cuenta de sus premisas, no es de sorprender), poca atención a las ideas de derecha. Ella reconoce que el neoconservadurismo se encuentra en el corazón del proyecto guerra de Irak, pero no parece saber qué es el neoconservadurismo, y no hace ningún esfuerzo para averiguarlo".
Robert Cole, de The Times dijo: "Klein se burla del "complejo de desastres del capitalismo" y las ganancias y las privatizaciones que van con él, pero no proporciona una crítica convincente --que argumente sobre los principios del mercado libre--, y sin ésta, La doctrina del shock desciende en una maraña de historias que a menudo son preocupantes, a veces interesantes y, en ocasiones, extrañas".
El economista Tyler Cowen, quien llamó a la retórica de Klein "ridícula" y el libro un "verdadero desastre económico", dice que el libro contiene "una serie de proposiciones inventadas, tales como la idea de que Margaret Thatcher creó la crisis de las Islas Malvinas para aplastar a los sindicatos, y endosarle el capitalismo sin restricciones a un público británico poco dispuesto."
Fred Kaplan dijo que la representación de Naomi Klein de la crisis constitucional de 1993 de Rusia como un "enfrentamiento entre capitalistas al estilo de Chicago y los demócratas honorables es ridícula".
Johan Norberg, del Instituto Cato critica el libro diciendo que "El análisis de Klein es erróneo y fuera de lógica en prácticamente a todos los niveles". Norberg encuentra fallas en aspectos específicos de los análisis, como las protestas de Tiananmen de 1989, que, afirma, no aplastaban a la oposición a las reformas pro-mercado, sino que en realidad causó la liberalización de residencia durante años.
Klein respondió en su página web a Norberg afirmando que había tergiversado su enfoque. Klein sostiene que Norberg usa argumentos sin base, al afirmar que su libro es sobre un hombre, Friedman, mientras que en realidad trata sobre una "tendencia multifacética ideológica".  Norberg respondió que "se defiende solamente de una de las críticas que le hice. Da la impresión de que acabó por intentar encontrar pequeños errores aquí y allá en su libro."

## Documental
En 2009 se realizó el documental La doctrina del shock inspirado en el libro, bajo la dirección de Michael Winterbottom y Mat Whitecross.

### Críticas y entrevistas
- Awe, shocks! - crítica de Left Business Observer
- Positive commentary de Arianna Huffington
- News from Within Podcast: Naomi Klein's The Shock Doctrine in the Israeli Context., una entrevista en audio con Naomi Klein.
- Dead Left por Jonathan Chait. Una crítica de The New Republic

- Datos: Q1137556